# 黎尚雯

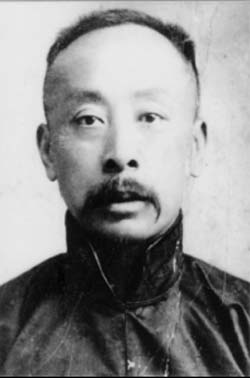

黎尚雯（1868年—1918年3月），字桂苏，湖南省浏阳县人，清末民初政治人物。

## 生平
1868年（清朝同治七年）5月，黎尚雯生于湖南省浏阳县城营盘里的一个书香门第。后来，其家迁至西乡青草市元甲山。黎尚雯自幼受祖父黎宗学“不踏入仕途”、 “培养儿女的民族气节”的教育，遍读经史。稍长，乃研究王夫之、顾炎武等的学说，并鄙视科举，在父母的劝说下才勉强赴试，成绩列于前茅。
1895年，浏阳发生旱灾，饥民聚于浏阳县衙门呼吁赈灾，湖南巡抚乃倡设救灾机关，聘请黎尚雯为幕僚。黎尚雯将薪水及家产捐献，购买粮食放赈，并开采煤矿，以工代赈。当地士绅称赞黎尚雯，奏请清廷授予其官衔。黎尚雯提倡学习西方政治、经济、自然科学，支持维新，参与唐才常、梁启超等人创办时务学堂、《湘报》、《湘学报》的活动。 1898年，戊戌变法失败，黎尚雯仍然“不改素志”，“本性难移”。
1900年（光绪二十六年），唐才常组织自立军策划发动起义时，黎尚雯奔波于长沙、武汉间，参与自立会的策划活动。8月，自立军起义事泄，唐才常在武汉被捕并被处决，黎尚雯逃到衡州，从事教育。1906年5月，黎尚雯参与禹之谟、宁调元等人公葬陈天华、姚宏业于岳麓山的活动。同年，萍浏醴起义爆发，黎尚雯在北京策动会党准备响应。1907年，黎尚雯回到湖南，获悉此次起义失败于缺乏坚强的领导机关，便同龙璋、焦达峰、谭人凤、宁调元等人重组中国同盟会湘支部。
1909年（宣统元年），黎尚雯当选为湖南谘议局正式议员，10月又当选为资政院议员。
中华民国成立后，黎尚雯当选为国会参议院议员。后来，他参加过讨袁世凯、驱汤芗铭等活动，并曾经被捕入狱，获朋友营救才出狱。1917年，孙中山在广州成立护法军政府、就任大元帅，开始护法战争，电召黎尚雯赴广州，当时黎尚雯因积劳成疾而未赴任。
1918年3月，黎尚雯在长沙病逝，享年51岁。其灵柩公葬于岳麓山。于右任书写墓碑：“故参议院议员黎尚雯之墓。”